# Max Hallet

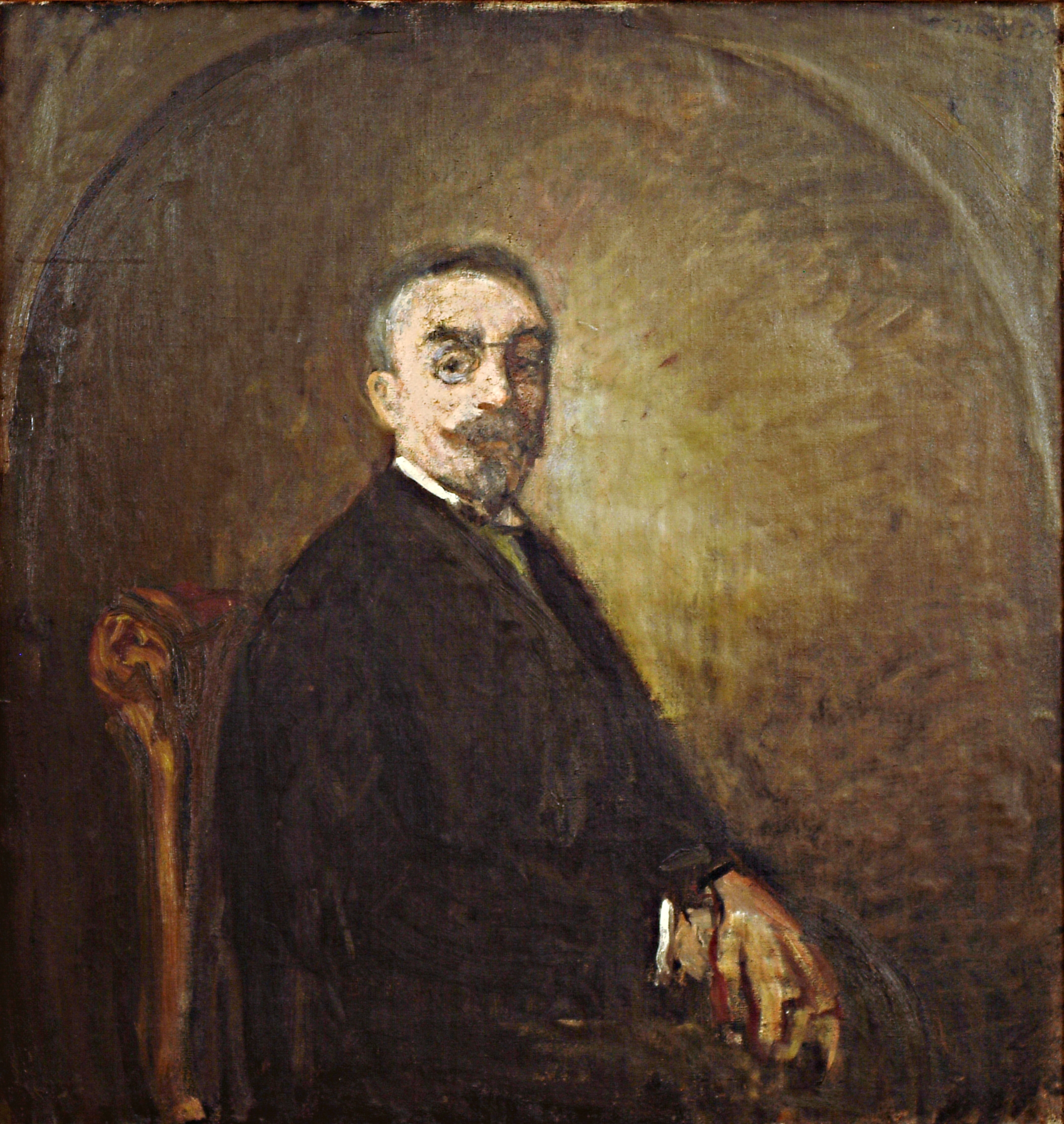
Senator Max Hallet, 1919, schilderij van Jakob Smits, collectie Jakob Smitsmuseum

Max Guillaume Joseph Philippe Hallet (Bergen, 7 mei 1864 - Brussel, 1 september 1941) was een Belgisch volksvertegenwoordiger en senator.

## Levensloop
Max Hallet promoveerde tot doctor in de rechten aan de Université libre de Bruxelles en vestigde zich als advocaat. 
Hij was secretaris van de Association libérale in Brussel, maar in 1894 stapte hij als lid van de groep Justice over naar de Belgische Werkliedenpartij (BWP). 
Hij werd gemeenteraadslid van Brussel van 1895 tot 1904 en van 1912 tot 1926. Van 1921 tot 1926 was hij schepen van financies.
In 1912 werd hij verkozen tot socialistisch senator voor het arrondissement Brussel, een mandaat dat hij vervulde tot in 1919. Hij werd vervolgens volksvertegenwoordiger tot in 1936. Van 1926 tot 1936 was hij ondervoorzitter van de Kamer.
Hij was hoofdredacteur van 'La Semaine Politique' van 1912 tot 1914.
Voor hem bouwde Victor Horta het Hotel Max Hallet.

## Publicaties
- Loi sur le paiement des salaires commentée, Brussel, 1899.
- La loi sur les atteintes à la liberté du travail commentée, Brussel, 1900.
- (met Jules Destrée,) Code du Travail, Brussel, 1904.
- Loi du 27 juin 1921 accordant la personnalité civile aux associations sans but lucratif et aux établissements d'utilité publique. Commentaire législatif et pratique, Brussel, 1922.